# Amacos

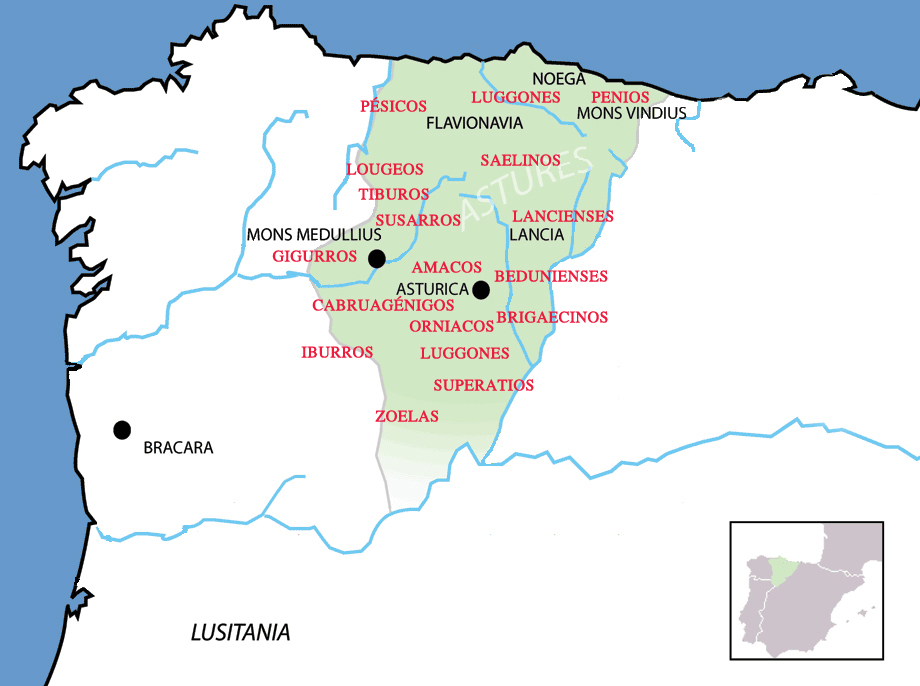
Mapa de los pueblos Astures

Los amacos eran los habitantes de la Asturica Amak o capital de los Astures. Las tribus de astures se distribuían desde la ribera del río Astura  (Esla)  hasta las playas asturianas limitando con tribus cántabras y galaicas un poco más allá de las provincias de Lugo u Orense.
Claudio Ptolomeo,  historiador romano de origen griego,  habla de las tribus de los Astures y, en concreto, de los amacos en su segundo libro de geografía y los describe como una tribu de bárbaros que viven de la ganadería principalmente, bajo la sombra del monte Tilenum o Teleno, al que adoran.
Debido a la característica principal consistente de que los sumos sacerdotes de la cultura Astur vivieran en Astúrica Amak, las leyendas que sobre esta cultura se conservan hablan de un monte sagrado para las tribus de los Astures donde hacían migraciones y se bañaban en las aguas del actual río Jerga para conseguir la fertilidad de las mujeres y a mejores guerreros para las tribus de esta cultura.
Recientemente, en la zona se han descubierto en los castros petroglifos. En otoño del 2013  Luis Antonio Alonso descubrió una roca con aproximadamente un centenar de cazoletas en el paraje denominado "La Encricijada" en el Val de San Román  (próximo a la urbe de Astorga a unos 4 km). 
Diversos medios de comunicación, entre los que caben "Astorga Redacción", daban cuenta del hallazgo y de la importancia de este sitio para entender la edad de los metales y las culturas prerromanas de la península ibérica. Este lugar, próximo al río Turienzo, está situado en un majestuoso castro que aún no ha sido excavado.
Observando dicho petroglifo se pueden notar surcos erosionados que comunican numerosas cazoletas con grabaciones de unos cuantos cruciformes y algunos círculos.
Se supone que estos petroglifos tenían algún carácter sagrado para las tribus de los amacos y para sus rituales.
Los amacos, en palabras de Claudio Ptolomeo, eran tribus astures un tanto asalvajadas que vestían con pieles y que para matar infecciones bucales usaban su propia orina o la de sus animales como enjuague.
Tras la caída de la Astúrica Amak por las huestes de la X Gémini al mando del general Tito el grande, Astúrica incluye el nombre de Augusta, perdiendo el título de Amak. Los amacos desaparecen para simplemente conservarse a ellos una referencia en las fiestas que la ciudad de Astorga celebra el último fin de semana de julio, Astures y Romanos, donde uno de los grupos de Astures ha recuperado este nombre.